# Giving Them Fits
Giving Them Fits  (conosciuto anche con il titolo Lonesome Luke's New Occupants) è un cortometraggio muto del 1915 prodotto e diretto da Hal Roach. Interpretato da Harold Lloyd, fa parte della serie Lonesome Luke.

## Trama
Luke lavorando in un negozio di scarpe, ha difficoltà a mantenere la sua mente sugli affari ogni qual volta una bella ragazza è nell'ambiente.

## Produzione
Il film fu prodotto dalla Rolin Films (come Phunphilms).

## Distribuzione
Distribuito dalla Pathé Exchange, uscì nelle sale cinematografiche USA il 1º novembre 1915. In Francia, fu distribuito il 27 ottobre 1916 dalla Pathé Frères con il titolo Chaussures en tous genres.
Copia della pellicola viene conservata negli archivi del National Film Archive of the British Film Institute.